# Iphimedia perplexa
Iphimedia perplexa is een vlokreeftensoort uit de familie van de Iphimediidae. De wetenschappelijke naam van de soort is voor het eerst geldig gepubliceerd in 1987 door Myers & Costello.